# Joseph M. Schenck
Pour les articles homonymes, voir Schenck.
Joseph M. Schenck, né Iosif Scheincker le 25 décembre 1878 à Rybinsk (Russie) et mort le 22 octobre 1961 à Beverly Hills (Californie), est un producteur de cinéma américain.

## Biographie
Son père, Haïm Scheincker, comptable dans une compagnie de navigation fluviale de la Volga, immigre avec sa famille à New York en 1893. Il s'occupe d'un parc de loisirs à Fort George Park, New York. Ses deux fils, Joseph et Nicholas, achètent en 1909 le Palissades Amusement Park. Ils participent à l'industrie naissante du cinéma aux côtés de Marcus Loew et la chaîne de cinéma naissante, la Loews Theatres.
En 1916, Joseph rencontre et épouse la jeune star de la Vitagraph, Norma Talmadge, et monte pour elle la Norma Talmadge Film Corporation, une société de production avec ses propres studios. Il prend le nom de Joseph M. Schenck.

En 1917, la Joseph M. Schenck Productions se subdivise en créant la Constance Talmadge Film Corporation, destinée à produire des comédies dramatiques sous la tutelle de sa belle-sœur, Constance Talmadge. Dans le même esprit, est créé en partenariat avec Roscoe Arbuckle la Comique Film Corporation, destinée à produire les comédies burlesques de ce dernier.

Lorsque Arbuckle signe en 1920 un contrat avec la Paramount Pictures, Buster Keaton prend sa place. La Comique devient la Buster Keaton Comedies en 1922. Buster Keaton ayant épousé Natalie Talmadge, la benjamine des sœurs Talmadge, il devient le beau-frère de Joseph M. Schenck.
En 1924, il prend la direction de United Artists, fondée en 1919 par Charlie Chaplin, Douglas Fairbanks, Mary Pickford et D. W. Griffith. Ce dernier a quitté l'association et United Artists traverse une grave crise. Il remonte cette dernière, signant des contrats avec des producteurs indépendants comme Samuel Goldwyn, Alexander Korda ou Howard Hughes. Avec Charlie Chaplin et Mary Pickford, il ouvre un réseau de salles de cinéma portant le nom de United Artists. Il ouvre enfin un réseau de distribution des films à l'étranger, en commençant par le Canada et le Mexique. À la fin des années 1930, United Artists est représentée dans plus de 40 pays.
En 1927, il participe à la création de l'Academy of Motion Picture Arts and Sciences, plus connue pour être l'Académie décernant depuis 1929 les Academy Awards, eux-mêmes plus connus comme Oscar du cinéma. En 1953, il obtient un oscar d'honneur pour sa contribution au développement de l'industrie cinématographique.
Cependant la société a du mal à surmonter la transition au cinéma parlant, à l'image des deux membres les plus actifs, Douglas Fairbanks et Mary Pickford, dont la carrière est finissante, et de Charlie Chaplin qui se désintéresse de son devenir. En 1933, en désespoir de cause, il s'associe avec Darryl F. Zanuck pour créer Twentieth Century Pictures. Lors de la fusion en 1935 avec la Fox Film Corporation, il devient président de la 20th Century Fox et directeur exécutif, poste qu'il occupe jusqu'en 1942.
En 1957, Joseph M. Schenck est victime d'un accident vasculaire cérébral, dont il ne se remettra jamais. Il meurt à Los Angeles en 1961 à l'âge de 82 ans et est enterré au cimetière de Maïmonide à Brooklyn, New York.
Il possède une étoile sur le Hollywood Walk of Fame au 6757 Hollywood Blvd.

## Filmographie
- 1917 : Panthea de Allan Dwan (Norma Talmadge Film Corp.) Prod.
- 1917 : Fatty boucher (The Butcher Boy) de Roscoe Arbuckle (Comique Film Corp.) Dist.
- 1917 : Poppy de Edward José (Norma Talmadge Film Corp.) Prod.
- 1917 : The Law of Compensation de Joseph A. Golden et Julius Steger (Norma Talmadge Film Corp.) Prod. & Dist.
- 1917 : Fatty en bombe (A Reckless Romeo) de Roscoe Arbuckle (Comique Film Corp.) Dist.
- 1917 : Fatty chez lui (The Rough House) de Roscoe Arbuckle (Comique Film Corp.) Dist.
- 1917 : La noce de Fatty (His Wedding Night) de (Comique Film Corp.) Roscoe Arbuckle Dist.
- 1917 : Fatty docteur (Oh Doctor !) de (Comique Film Corp.) Roscoe Arbuckle Dist.
- 1917 : The Moth (en) de Edward José (Norma Talmadge Film Corp.) Prod. & Dist.
- 1917 : Fatty à la fête foraine (Coney Island) de Roscoe Arbuckle (Comique Film Corp.) Dist.
- 1917 : The Secret of the Storm Country de Charles Miller (Norma Talmadge Film Corp.) Prod.
- 1917 : Fatty m'assiste (A Country Hero) de Roscoe Arbuckle (Comique Film Corp.) Dist.
- 1918 : The Ghosts of Yesterday de Charles Miller (Norma Talmadge Film Corp.) Prod.
- 1918 : Fatty bistro (Out West) de Roscoe Arbuckle (Comique Film Corp.) Dist.
- 1918 : By Right of Purchase de Charles Miller (Norma Talmadge Film Corp.) Dist.
- 1918 : Fatty groom (The Bell Boy) de Roscoe Arbuckle (Comique Film Corp.) Dist.
- 1918 : Just a Woman de Julius Steger  Dist.
- [1918 : La Mission de Fatty (Moonshine) de Roscoe Arbuckle (Comique Film Corp.) Dist.
- 1918 : De Luxe Annie de Roland West (Norma Talmadge Film Corp.) Prod.
- 1918 : The Safety Curtain de Sidney Franklin (Norma Talmadge Film Corp.) Dist.
- 1918 : Fatty à la clinique (Good Night, Nurse) de Roscoe Arbuckle (Comique Film Corp.) Dist.
- 1918 : Her Only Way de Sidney Franklin (Norma Talmadge Film Corp.) Prod.
- 1918 : Fatty cuisinier (The Cook) de Roscoe Arbuckle (Comique Film Corp.) Dist.
- 1918 : The Forbidden City de Sidney Franklin (Norma Talmadge Film Corp.) Prod.
- 1918 : Fatty shérif (The Sheriff) de Roscoe Arbuckle (Comique Film Corp.) Dist.
- 1919 : Camping Out de Roscoe Arbuckle (Comique Film Corp.) Dist.
- 1919 : The Heart of Wetona de Sidney Franklin (Norma Talmadge Film Corp.) Prod.
- 1919 : The Pullman Porter de Roscoe Arbuckle (Comique Film Corp.) Dist.
- 1919 : Fatty rival de Picratt (Love) de Roscoe Arbuckle (Comique Film Corp.) Dist.
- 1919 : The Bank Clerk de Roscoe Arbuckle (Comique Film Corp.) Dist.
- 1919 : Dans la nuit (The New Moon) de Chester Withey (Norma Talmadge Film Corp.) Prod. & Dist.
- 1919 : The Probation Wife de Sidney Franklin (Norma Talmadge Film Corp.) Prod.
- 1919 : Le Héros du désert (A Desert Hero) de Roscoe Arbuckle (Comique Film Corp.) Dist.
- 1919 : A Temperamental Wife de David Kirkland (Constance Talmadge Film Corp.) Dist.
- 1919 : Fatty cabotin (Back Stage) de Roscoe Arbuckle (Comique Film Corp.) Dist.
- 1919 : Fatty au village (The Hayseed) de Roscoe Arbuckle (Comique Film Corp.) Dist.
- 1919 : The Isle of Conquest de Edward José (Norma Talmadge Film Corp.) Prod.
- 1919 : A Virtuous Vamp de David Kirkland (Constance Talmadge Film Corp.) Dist.
- 1919 : Pour sa famille (The Way of a Woman) de Robert Z. Leonard
- 1920 : Le Garage infernal (The Garage) de Roscoe Arbuckle (Comique Film Corp.) Dist.
- 1920 : Elle aime et ment (She Loves and Lies) de Chester Withey Norma Talmadge Film CorporationProd.
- 1920 : A Daughter of Two Worlds de James Young Norma Talmadge Film CorporationProd.
- 1920 : The Woman Gives de Roy William Neill (Norma Talmadge Film Corp.) Prod.
- 1920 : The Perfect Woman de David Kirkland (Constance Talmadge Film Corp.) Prod. & Dist.
- 1920 : Good Reference de Roy William Neill (Constance Talmadge Film Corp.) Dist.
- 1920 : La Maison démontable (One Week) de Edward F. Cline et Buster Keaton (Comique Film Corp.) Dist.
- 1920 : The Branded Woman de Albert Parker (Norma Talmadge Film Corp.) Prod. & Dist.
- 1920 : Malec champion de golf "(Convict 13)" de Edward F. Cline et Buster Keaton (Comique Film Corp.) Prod. et Dist.
- 1920 : Dangerous Business (en) de Roy William Neill (Constance Talmadge Film Corp.) Dist.
- 1920 : L'Épouvantail (The Scarecrow) de Edward F. Cline et Buster Keaton (Comique Film Corp.) Dist.
- 1920 : La Voisine de Malec (Neighbors) de Edward F. Cline et Buster Keaton (Comique Film Corp.) Prod. et Dist.
- 1921 : Mama's Affair de Victor Fleming (Constance Talmadge Film Corp.) Prod.
- 1921 : Malec chez les fantômes (The Haunted House) de Edward F. Cline et Buster Keaton (Comique Film Corp.) Dist.
- 1921 : La Guigne de Malec (Hard Luck) de Edward F. Cline et Buster Keaton (Comique Film Corp.) Dist.
- 1921 : Passion Flower de Herbert Brenon (Norma Talmadge Film Corp.) Dist.
- 1921 : Malec champion de tir de Edward F. Cline et Buster Keaton (Comique Film Corp.) Dist.
- 1921 : Malec l'insaisissable (The Goat) de Buster Keaton et Malcolm St. Clair (Comique Film Corp.) Dist.
- 1921 : The Sign on the Door de Herbert Brenon (Norma Talmadge Film Corp.) Dist.
- 1921 : Lessons in Love de Chester Withey (Constance Talmadge Film Corp.) Dist.
- 1921 : Wedding Bells de Chester Withey (Constance Talmadge Film Corp.) Prod. & Dist.
- 1921 : Frigo fregoli (The Playhouse) de Edward F. Cline et Buster Keaton (Comique Film Corp.) Prod. et Dist.
- 1921 : Woman's Place de Victor Fleming (Constance Talmadge Film Corp.) Dist.
- 1921 : The Wonderful Thing de Herbert Brenon (Norma Talmadge Film Corp.) Dist.
- 1921 : Frigo capitaine au long cours (The Boat) de Edward F. Cline et Buster Keaton (Comique Film Corp.) Dist.
- 1921 : Love's Redemption de Albert Parker (Norma Talmadge Film Corp.) Dist.
- 1922 : Malec chez les Indiens (The Paleface) de Buster Keaton Prod. & Dist.
- 1922 : Polly of the Follies de John Emerson (Constance Talmadge Film Corp.) Dist.
- 1922 : Smilin' Through de Sidney Franklin (Norma Talmadge Film Corp.) Prod. & Dist.
- 1922 : Frigo déménageur (Cops) de Edward F. Cline et Buster Keaton (Comique Film Corp.) Prod. & Dist.
- 1922 : The Primitive Lover de Sidney Franklin (Constance Talmadge Film Corp.) Dist.
- 1922 : Le Neuvième Mari d'Eléonore (My Wife's Relations) de Buster Keaton (Comique Film Corp.) Prod.
- 1922 : Malec forgeron (The Blacksmith) de Buster Keaton et Malcolm St. Clair (Comique Film Corp.) Prod. & Dist.
- 1922 : Frigo l'esquimau (The Frozen North) de Edward F. Cline et Buster Keaton (Buster Keaton Com.) Prod. & Dist.
- 1922 : The Eternal Flame de Frank Lloyd (Norma Talmadge Film Corp.) Prod.
- 1922 : Frigo à l'Electric Hotel (The Electric House) de Edward F. Cline et Buster Keaton (Buster Keaton Com.) Prod. & Dist.
- 1922 : Grandeur et décadence (Daydreams) de Edward F. Cline et Buster Keaton (Buster Keaton Com.) Prod. & Dist.
- 1923 : Malec aéronaute (The Balloonatic) de Edward F. Cline et Buster Keaton (Buster Keaton Com.) Prod. & Dist.
- 1923 : The Voice from the Minaret de Frank Lloyd (Norma Talmadge Film Corp.) Prod. & Dist.
- 1923 : Frigo et la Baleine (The Love Nest) de Edward F. Cline et Buster Keaton (Buster Keaton Com.) Prod.
- 1923 : À l'abri des lois (Within the Law) de Frank Lloyd (Norma Talmadge Film Corp.) Dist.
- 1923 : Cendres de vengeance (Ashes of Vengeance) de Frank Lloyd (Norma Talmadge Film Corp.) Prod.
- 1923 : Les Trois Âges (Three Ages) de Edward F. Cline et Buster Keaton (Buster Keaton Com.) Prod. & Dist.
- 1923 : The Dangerous Maid de Victor Heerman (Constance Talmadge Film Corp.) Prod.
- 1923 : Les Lois de l'hospitalité (Our Hospitality) de John G. Blystone et Buster Keaton (Buster Keaton Com.) Prod. & Dist.
- 1923 : The Song of Love de Chester M. Franklin et Frances Marion (Norma Talmadge Film Corp.) Dist.
- 1924 : Secrets de Frank Borzage (Norma Talmadge Film Corp.) Dist.
- 1924 : The Goldfish de Jerome Storm (Constance Talmadge Film Corp.) Prod.
- 1924 : Sherlock Junior de Buster Keaton (Buster Keaton Com.) Prod. & Dist.
- 1924 : La Croisière du Navigator (The Navigator) de Donald Crisp et Buster Keaton (Buster Keaton Com.) Prod. & Dist.
- 1924 : Son œuvre (The Only Woman) de Sidney Olcott (Norma Talmadge Film Corp.) Dist.
- 1924 : Mon cœur et mes millions (Her Night of Romance) de Sidney Franklin (Constance Talmadge Film Corp.) Dist.
- 1925 : Learning to Love de Sidney Franklin (Constance Talmadge Film Corp.) Dist.
- 1925 : Sa vie (The Lady), de Frank Borzage (Norma Talmadge Film Corp.) Dist.
- 1925 : Fiancées en folie (Seven Chances) de Buster Keaton (Buster Keaton Com.) Prod. & Dist.
- 1925 : Graustark de Dimitri Buchowetzki (Norma Talmadge Film Corp.) Dist.
- 1925 : Her Sister from Paris de Sidney Franklin (Constance Talmadge Film Corp.) Prod.
- 1925 : Ma vache et moi (Go West) de Buster Keaton (Buster Keaton Com.) Prod.
- 1925 : L'aigle Noir (The Eagle) de Clarence Brown avec Rudolph Valentino
- 1926 : Kiki de Clarence Brown (Norma Talmadge Film Corp.) Dist.
- 1926 : The Duchess of Buffalo de Sidney Franklin (Constance Talmadge Film Corp.) Prod.
- 1926 : Le Dernier Round (Battling Butler) de Buster Keaton (Buster Keaton Com.) Prod.
- 1926 : Camille de Fred Niblo (Norma Talmadge Film Corp.) Prod.
- 1926 : Le Mécano de la « General » (The General) de Clyde Bruckman et Buster Keaton (Buster Keaton Com.) Prod. & Dist
- 1927 : Venus of Venice de Marshall Neilan (Constance Talmadge Film Corp.) Dist.
- 1927 : Sportif par amour (College) de Buster Keaton et James W. Horne (Buster Keaton Com.) Prod.
- 1927 : Breakfast at Sunrise (en) de Malcolm St. Clair (Constance Talmadge Film Corp.) Prod.
- 1927 : Sorell and Son de Herbert Brenon
- 1928 : Cadet d'eau douce (Steamboat Bill, Jr.) Charles Reisner et Buster Keaton (Buster Keaton Com.) Prod.
- 1928 : Tempête (Tempest) de Sam Taylor Prod. & Dist.
- 1928 : Soirs d'orage (The Woman Disputed) de Henry King et Sam Taylor Prod.
- 1928 : L'Éternel Problème (The Battle of the Sexes) de D. W. Griffith Dist.
- 1929 : Le Lys du Faubourg (Lady of the Pavements) de D. W. Griffith Prod.
- 1929 : Alibi de Roland West Dist.
- 1929 : Le Signe sur la porte (The Locked Door de George Fitzmaurice Dist.
- 1929 : L'Abîme (Eternal Love) de Ernst Lubitsch Prod.
- 1929 : Les Nuits de New York (New York Nights) de Lewis Milestone Prod. & Dist.
- 1930 : Glorious Vamps de Orville O. Dull Prod.
- 1930 : Be Yourself! de Thornton Freeland Prod.
- 1930 : The Wizard's Apprentice de Sidney Levee Dist.
- 1930 : One Romantic Night de Paul L. Stein Dist.
- 1930 : The Bad One de George Fitzmaurice Prod.
- 1930 : Zampa d'Eugene Forde Dist
- 1930 : Abraham Lincoln de D. W. Griffith Prod. & Dist.
- 1930 : Du Barry, Woman of Passion de Sam Taylor Prod.
- 1930 : The Lottery Bride de Paul L. Stein Prod.
- 1930 : The Bat Whispers de Roland West Prod.
- 1930 : Reaching for the Moon de Edmund Goulding Prod. & Dist.
- 1931 : Indiscret (Indiscreet) de Leo McCarey Dist.
- 1932 : Pluie (Rain) de Lewis Milestone Prod. & Dist.
- 1933 : Hallelujah I'm a Bum de Lewis Milestone Prod.
- 1933 : I Cover the Waterfront de James Cruze Copyright Holder
- 1933 : Les Faubourgs de New York (The Bowery) de Raoul Walsh Dist.
- 1933 : La Boule rouge (Blood Money) de Rowland Brown Prod. & Dist
- 1933 : Conseils aux cœurs brisés (Advice to the Lovelorn) de Alfred L. Werker Dist.
- 1934 : The Last Gentleman de Sidney Lanfield Prod.
- 1934 : Looking for Trouble de William A. Wellman
- 1934 : La Maison des Rothschild (The House of Rothschild) de Alfred L. Werker Dist.
- 1934 : Born to Be Bad de Lowell Sherman Prod. & Dist.
- 1934 : Les Amours de Cellini (The Affairs of Cellini) de Gregory La Cava Dist.
- 1935 : Cardinal Richelieu de Rowland V. Lee Prod & Dist.
- 1935 : Le Conquérant des Indes (Clive of India) de Richard Boleslawski Dist.
- 1935 : Folies-Bergère de Paris de Roy Del Ruth Prod. & Dist
- 1935 : Les Misérables de Richard Boleslawski Dist.
- 1935 : L'appel de la forêt (The Call of the Wild) de William A. Wellman Dist.
- 1935 : Le Roman d'un chanteur (Metropolitan) de Richard Boleslawski Dist.
- 1935 : Votez pour moi (Thanks a Million) de Roy Del Ruth Dist.
- 1935 : Show Them No Mercy! de George Marshall Dist.
- 1936 : King of Burlesque de Sidney Lanfield Dist.
- 1936 : Je n'ai pas tué Lincoln (The Prisoner of Shark Island) de John Ford Dist
- 1936 : Sous deux drapeaux (Under Two Flags) de Frank Lloyd Prod. & Dist.
- 1936 : Comme il vous plaira (As You Like It) de Paul Czinner Prod.
- 1936 : Le Chant des cloches (Sins of Man) d'Otto Brower et Gregory Ratoff Dist.
- 1936 : White Fang de David Butler Dist.